# Куче
Куче (хорв. Kuče) — село в общине Велика-Горица в жупании Загребачка Республики Хорватия. По данным переписи 2021 года, численность населения составляла 1370 человек. 

## География

### Географическое положение
Находится в макрорегионе Центральная Хорватия, в Посавине. Располагается в 8,8 км к юго-востоку от административного центра общины — города Велика-Горица. Высота над уровнем моря — 103 м.

### Климат
По Классификации климатов Кёппена, климат села определяется как Cfa — субтропический океанический климат. Температура здесь в среднем 12,2 °C. Среднегодовая норма осадков — 880 мм.

## История
Село известно с 1258 года. Принадлежт к прославленной в Средние века и Новое время «Дворянской общине Турополье». Долгое время оно делилось на Горне Куче и дольне Куче. В этом селе размещался Суд Дворянской общины Турополье.  
В 1923 году правительство Дворянской общины постановило перестроить здание суда в двухэтажное, с выделением помещения для школы. Строительство было поручено архитектору Николе Хрибару. Это была первая школа в селе Куче. Она просуществовала до 1970 года.

## Население
| 2021 |
| ---- |
| 1370 |